# Star Wars Launch Bay

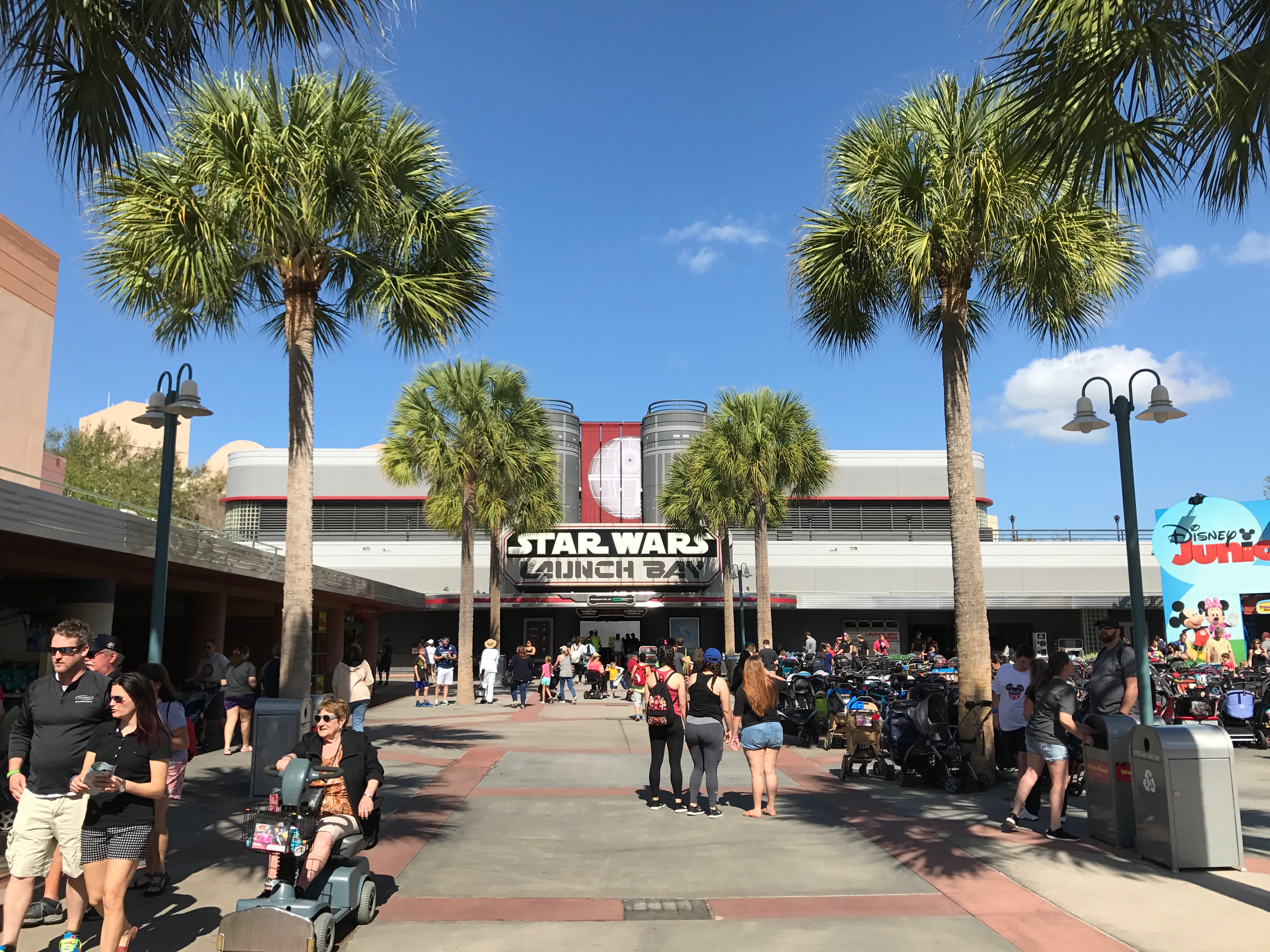
Star Wars Launch Bay in Disney's Hollywood Studios

De Star Wars Launch Bay is een paviljoen in de attractieparken Disneyland Park in Anaheim, Magic Kingdom en Shanghai Disneyland. Het concept van dit paviljoen is het aanbieden van verschillende ervaringen rondom het thema van Star Wars, zoals ontmoetingen met Star Wars-figuren, tentoonstellingen van Star Wars-rekwisieten en enkele filmpjes over het maken van de films.

## Beschrijving

### Disneyland Park in Anaheim
De Star Wars Launch Bay in het Disneyland Park in Anaheim bevindt zich in Tomorrowland. In het paviljoen zijn vitrines te vinden met rekwisieten en schaalmodellen van de Star Wars-films. Op enkele plekken in het paviljoen hangen televisieschermen, waarop achter-de-schermendocumentaires worden vertoond van de film Star Wars: Episode VII: The Force Awakens. In het paviljoen is een ruimte gecreëerd in de stijl van de Mos Eisley Cantina. Daarnaast bevinden zich er fotolocaties voor de figuren van Chewbacca en Darth Vader. Ook is in het paviljoen een souvenirwinkel aanwezig.

### Disney's Hollywood Studios
De Star Wars Launch Bay in Disney's Hollywood Studios bevindt zich in Animation Courtyard. In het paviljoen zijn vitrines te vinden met rekwisieten en schaalmodellen van de Star Wars-films, verdeeld over vier thema's: de Celebration Gallery, de Preview Gallery, de Light Side Gallery en de Dark Side Gallery. In het paviljoen is een ruimte gecreëerd in de stijl van de Mos Eisley Cantina. Daarnaast is in het paviljoen het Star Wars Launch Bay Theater te vinden, een filmzaal waar elke 10 minuten een film wordt vertoond met hierin een samenvatting van de prequel-trilogie en oorspronkelijke trilogie, samen met een achter-de-schermendocumentaire over de film Star Wars: Episode VII: The Force Awakens. Daarnaast bevinden zich in het paviljoen fotolocaties voor de figuren van Chewbacca en Kylo Ren. Ook is er een souvenirwinkel in het paviljoen aanwezig: Launch Bay Cargo.

### Shanghai Disneyland
De Star Wars Launch Bay in Shanghai Disneyland bevindt zich in Tomorrowland. In het paviljoen zijn vitrines te vinden met rekwisieten en schaalmodellen van de Star Wars-films. Daarnaast is in het paviljoen de Screening Room te vinden, een filmzaal waar elke 10 minuten een film wordt vertoond met hierin een samenvatting van de prequel-trilogie en oorspronkelijke trilogie, samen met een achter-de-schermendocumentaire over de film Star Wars: Episode VII: The Force Awakens. Daarnaast bevinden zich in het paviljoen fotolocaties voor de figuren van Darth Vader, Kylo Ren, R2-D2 en C-3PO. Tevens is er een fotolocatie waarbij gasten zichzelf kunnen (laten) fotograferen alsof ze in de cockpit van de Millennium Falcon zitten. Ook is er een souvenirwinkel in het paviljoen aanwezig: het Imperial Trading Station.